# Mito de Quitumbe
El mito de Quitumbe es un relato legendario que aparece en la obra Historia del reino y provincias del Perú y varones insignes en santidad de la Compañía de Jesús del padre jesuita Giovanni Anello Oliva, obra escrita en el siglo XVII
y publicada en el siglo XIX. Este mito, expresado de manera genealógica, ubica el origen último de los reyes incas en una región del actual Ecuador, llamada Sumba. Allí habría gobernado, tras el diluvio universal, el cacique Tumbe, uno de cuyos hijos, Quitumbe, se instaló en Tumbes. La descendencia de este Quitumbe avanzó más al sur, hasta el Cuzco, donde dio origen a la dinastía de Manco Cápac, el primer rey inca.

## Fuente oral del mito
El padre Oliva afirmó que recogió el relato mitológico de boca de un anciano quipucamayoc de Cochabamba llamado Catari, personaje que se preciaba ser el último cultor de la tradición milenaria de la conservación de la memoria a través de los quipus o cordones anudados.

## La genealogía
La genealogía heterodoxa del padre Oliva afirma lo siguiente:
1. Tras el diluvio universal, grupos humanos llegaron a Caracas (Caráquez), en la costa del actual Ecuador, y de allí se fueron extendiendo al resto del continente. Una parte se instaló en Sumba o Tumpa, en el mismo paraje que los españoles bautizaron después como península de Santa Elena. Allí gobernó el cacique Tumbe, que se destacó por gobernar en paz y justicia.[3][4]
2. El cacique Tumbe tuvo dos hijos: Quitumbe y Otoya quienes tuvieron conflictos. Para no luchar entre ellos, Quitumbe salió de Sumba y llegó a un llano cercano al mar donde fundó Tumbes, nombre que puso en honor a su padre.[5][6]
3. Otoya, en cambio, por su conducta inmoral en Sumba recibió el castigo por sus pecados y los gigantes resurgieron para darles escarmiento y lo capturaron.[5][6]
4. Quitumbe escuchó que su hermano había caído preso de la ira de los gigantes, y se alejó del lugar para fundar Quito y crear un ejército para rescatar a su familia en Sumba, venciendo y exterminando a los gigantes.[5][6]
5. Quitumbe, avanzó hacia el sur para seguir fundando ciudades hasta el valle del Rímac (actual Lima), donde falleció. Estuvo casado con Llira, “mujer de buen parecer”. Fue padre de Guayanay (que representa a la ciudad de Guayaquil) y Tome (que representa a la ciudad de Tomebamba).
6. Guayanay atrajo a Cigar, la hija de un curaca del valle de Pachacámac. Fue perseguido por sus huestes, por lo que huyó hacia el norte. Tuvo a Atau, quien fue padre de Manco Cápac y de quien descienden los incas.[3][7]

Todo esto sin embargo, entra en conflicto con la genealogía oficial de los incas en lo que respecta sobre el lugar de su origen. Los incas, según la mitología oficial, vienen del Lago Titicaca, es decir, de la región del altiplano. De acuerdo a otra leyenda relatada por el mismo padre Oliva (la leyenda de Huyustus), los incas serían la continuación de un imperio anterior surgido en esa zona, que después la arqueología lo identificaría con la cultura Tiahuanaco.

## Utilización nacionalista
Durante el siglo XX, este mito fue usado con fines nacionalistas en Ecuador por autores como Benjamín Carrión y Jorge Salvador Lara para exaltar el pasado indígena de dicho país. En concreto, Carrión incluyó este mito en el libro titulado Atahuallpa como uno de los posibles orígenes de los incas, además de otras afirmaciones históricas controvertidas como la existencia de un supuesto Reino de Quito.